# ایمیلین
ایمیلین (به لهستانی:  Imielin) یک منطقهٔ مسکونی در لهستان است که در شهرستان بیرونگ-لنجن واقع شده‌است. ایمیلین ۲۸ کیلومتر مربع مساحت و ۸٬۰۱۰ نفر جمعیت دارد.